# Antonio Barreca
Antonio Barreca, född 18 mars 1995 i Turin, är en italiensk fotbollsspelare som spelar för Sampdoria.

## Karriär
Den 10 juli 2018 värvades Barreca av Monaco, där han skrev på ett femårskontrakt. Barreca gjorde sin Ligue 1-debut den 11 augusti 2018 i en 3–1-vinst över Nantes.
Den 31 januari 2019 lånades Barreca ut till Newcastle United på ett låneavtal över resten av säsongen 2018/2019. I juli 2019 lånades han ut till Genoa på ett låneavtal över säsongen 2019/2020. Den 5 oktober 2020 lånades Barreca ut till Fiorentina på ett låneavtal över säsongen 2020/2021. Den 27 augusti 2021 lånades han ut till Serie B-klubben Lecce på ett säsongslån.
Den 25 augusti 2022 värvades Barreca av Cagliari, där han skrev på ett treårskontrakt. Den 18 juli 2023 värvades Barreca av Sampdoria, där han skrev på ett tvåårskontrakt.